# Sattel (Landschaftsschutzgebiet)
Die Baum- und Buschreihe bei der Gastwirtschaft 'Zum Sattel' in Wangen im Allgäu (im Schutzgebietsverzeichnis unter der Kurzbezeichnung Landschaftsschutzgebiet Sattel geführt) ist ein vom Landratsamt Wangen am 28. Januar 1956 durch Verordnung ausgewiesenes Landschaftsschutzgebiet auf dem Gebiet der Stadt Wangen im Allgäu im Landkreis Ravensburg. 

## Lage und Beschreibung
Das Gebiet liegt am westlichen Stadtrand von Wangen im Allgäu am Sattelgraben, einem rechten Zufluss der Oberen Argen. Es handelt sich um einen kleinen 5 bis 7 Meter tief eingeschnittenen, in nord-südliche Richtung verlaufenden Tobel mit einem naturnah fließenden Bachlauf, der mit einer schmalen Gehölzreihe bewachsen ist. Der Gehölzsaum ist teilweise als Auwaldstreifen, teilweise als Feldgehölz anzusprechen. Im Süden geht der Gehölzbestand in eine Baumhecke über, die entlang der Verbindungsstraße von Wangen nach Niederwangen verläuft. In dieser Hecke befindet sich ein 1 bis 2 Meter tiefer Graben, der aus einem ehemaligen Hohlweg hervorgegangen ist.